# Utopía (альбом Ромео Сантоса)
Utopía — четвертый студийный альбом американского певца Ромео Сантоса, выпущенный 5 апреля 2019 года Sony Music Latin. Альбом был поддержан успешными синглами: «Inmortal» от Aventura, «La Demanda» с Раулином Родригесом, «Payasos» с Фрэнком Рейесом, «Canalla» с Эль-Шаваль де ла Бачата, «Millonario» с Элвисом Мартинесом, «Me Quedo» «С Закариасом Феррейрой», «Ileso» с Теодоро Рейесом, «Amor Enterrado» с Джо Верасом, «El Beso Que No Le Di» с Кико Родригесом, «Años Luz» с Monchy & Alexandra и «Los Últimos» с Луисом Варгасом. Каждый трек альбома записан при участии приглашенного исполнителя в жанре бачата.

## Поддержка и тур
В поддержку альбома Ромео Сантос выступил с одним концертом в Соединенных Штатах на стадионе MetLife в Восточном Резерфорде, штат Нью-Джерси, перед 80 000 фанатов 21 сентября 2019 года. Это побило рекорд для самой большой аудитории, посетившей место, превосходя U2. Позже было объявлено, что Ромео Сантос отправится в тур по Доминиканской Республике под названием Utopia: La Gira del Pueblo, и объяснил, что тур будет включать города, в которых он ранее не выступал. Тур состоял из 15 бесплатных концертов в 15 разных городах в период с ноября по декабрь 2019 года.
В декабре 2019 года Ромео Сантос объявил о воссоединении с Aventura под названием Inmortal Tour. Это будет первый американский тур группы с 2009 года, когда они провели свой тур в поддержку The Last.

## Коммерческий успех
Альбом имел коммерческий успех в США, Латинской Америке и Европе.
В Соединенных Штатах альбом дебютировал на вершине хит-парадов Billboard Top Latin Albums и Top Tropical Albums, став пятым подряд альбомом Santos номер один на обоих чартах. Альбом дебютировал под номером восемнадцать на Billboard 200, продав 24 000 экземпляров за первую неделю, что сделало его крупнейшим за первую неделю продаж латинского альбома, выпущенного в 2019 году. 8 сентября 2019 года альбом был сертифицирован как двойной платиновый (латинский) для перемещения 120000 единиц в Соединенных Штатах.

## Список композиций
| №                   | Название                                                     | Длительность |
| ------------------- | ------------------------------------------------------------ | ------------ |
| 1.                  | «Intro»                                                      | 0:38         |
| 2.                  | «Canalla» (with El Chaval de la Bachata)                     | 3:46         |
| 3.                  | «Payasos» (with Frank Reyes)                                 | 3:24         |
| 4.                  | «La Demanda» (with Raulin Rodriguez)                         | 3:54         |
| 5.                  | «Millionario» (with Elvis Martínez)                          | 4:01         |
| 6.                  | «El Beso Que No Le Di» (with Kiko Rodriguez)                 | 3:28         |
| 7.                  | «Ileso» (with Teodoro Reyes)                                 | 3:38         |
| 8.                  | «Amor Enterrado» (with Joe Veras)                            | 4:01         |
| 9.                  | «Me Quedo» (with Zacarías Ferreira)                          | 3:57         |
| 10.                 | «Los Últimos» (with Luis Vargas)                             | 4:44         |
| 11.                 | «Años Luz» (with Monchy and Alexandra)                       | 3:42         |
| 12.                 | «Bellas» (Antony "El Mayimbe" Santos featuring Romeo Santos) | 4:02         |
| 13.                 | «Inmortal» (Aventura)                                        | 4:16         |
| Общая длительность: | Общая длительность:                                          | 48:08        |

## Чарты
| Чарт (2017)                     | Высшая позиция |
| ------------------------------- | -------------- |
| Нидерланды (Album Top 100)      | 67             |
| Италия (Classifica album)       | 53             |
| Испания (PROMUSICAE)            | 10             |
| Швейцария (Schweizer Hitparade) | 25             |
| US Billboard 200                | 18             |
| US Top Latin Albums (Billboard) | 1              |
| US Tropical Albums (Billboard)  | 1              |

## Сертификация
| Регион                                                                      | Сертификация          | Продажи |
| --------------------------------------------------------------------------- | --------------------- | ------- |
| США (RIAA)                                                                  | 2× Платиновый (Latin) | 120 000 |
| Данные о продажах + прослушиваниях приведены только на основе сертификации. |                       |         |